# Domenico Cianfriglia
Domenico Cianfriglia (Anzio, 19 maggio 1938 – Roma, 26 ottobre 2020) è stato un attore e stuntman italiano.

## Biografia
Apparve prevalentemente in film western e d'azione, in qualità di attore e stuntman, alcune volte insieme al fratello Giovanni Cianfriglia.
Come attore fu attivo dall'inizio degli anni sessanta fino al 1983, perlopiù in piccoli ruoli; era infatti noto prevalentemente come stuntman.
È morto il 26 ottobre 2020 a causa di un infarto, all'età di 82 anni.

## Filmografia
- L'ultimo gladiatore, regia di Umberto Lenzi (1964)
- I pirati della Malesia, regia di Umberto Lenzi (1964)
- Seminò morte... lo chiamavano il Castigo di Dio!, regia di Roberto Mauri (1972)
- Sei iellato, amico hai incontrato Sacramento, regia di Giorgio Cristallini (1972)
- Un uomo dalla pelle dura, regia di Franco Prosperi (1972)
- I due figli dei Trinità, regia di Osvaldo Civirani (1972)
- La mala ordina, regia di Fernando Di Leo (1972)
- La vita, a volte, è molto dura, vero Provvidenza?, regia di Giulio Petroni (1973)
- Piedone lo sbirro, regia di Steno (1973)
- Milano trema: la polizia vuole giustizia, regia di Sergio Martino (1973)
- Superuomini, superdonne, superbotte, regia di Alfonso Brescia (1975)
- L'uomo della strada fa giustizia, regia di Umberto Lenzi (1975)
- Napoli violenta, regia di Umberto Lenzi (1976)
- Squadra antiscippo, regia di Bruno Corbucci (1976)
- Il grande racket, regia di Enzo G. Castellari (1976)
- Keoma, regia di Enzo G. Castellari (1977)
- Paura in città, regia di Giuseppe Rosati (1977)
- Il cinico, l'infame, il violento, regia di Umberto Lenzi (1977)
- La banda del trucido, regia di Stelvio Massi (1977)
- Mannaja, regia di Sergio Martino (1977)
- Comin' at Ya!, regia di Ferdinando Baldi (1981)
- I sette magnifici gladiatori, regia di Bruno Mattei e Claudio Fragasso (1983)
- I predatori di Atlantide, regia di Ruggero Deodato (1983)